# Templo de Atenea Ilias
El Templo de Atenea Ilias fue un  templo griego de Atenea Ilias en Ilión en Anatolia. Sus ruinas forman parte del yacimiento arqueológico de la antigua Troya, declarado Patrimonio de la Humanidad por la Unesco.

## Historia
Se construyó durante la fase de Troya VIII del periodo griego de la ciudad, pero se desconoce su fecha exacta. Por lo general, se data a principios del período helenístico, en torno al 300-280 a. C. Según Estrabón, fue construida por Lisímaco. En ocasiones se data más tarde, en el siglo I a. C.
 Es posible que existiera un predecesor a menor escala en el emplazamiento del templo ya en la época arcaica.

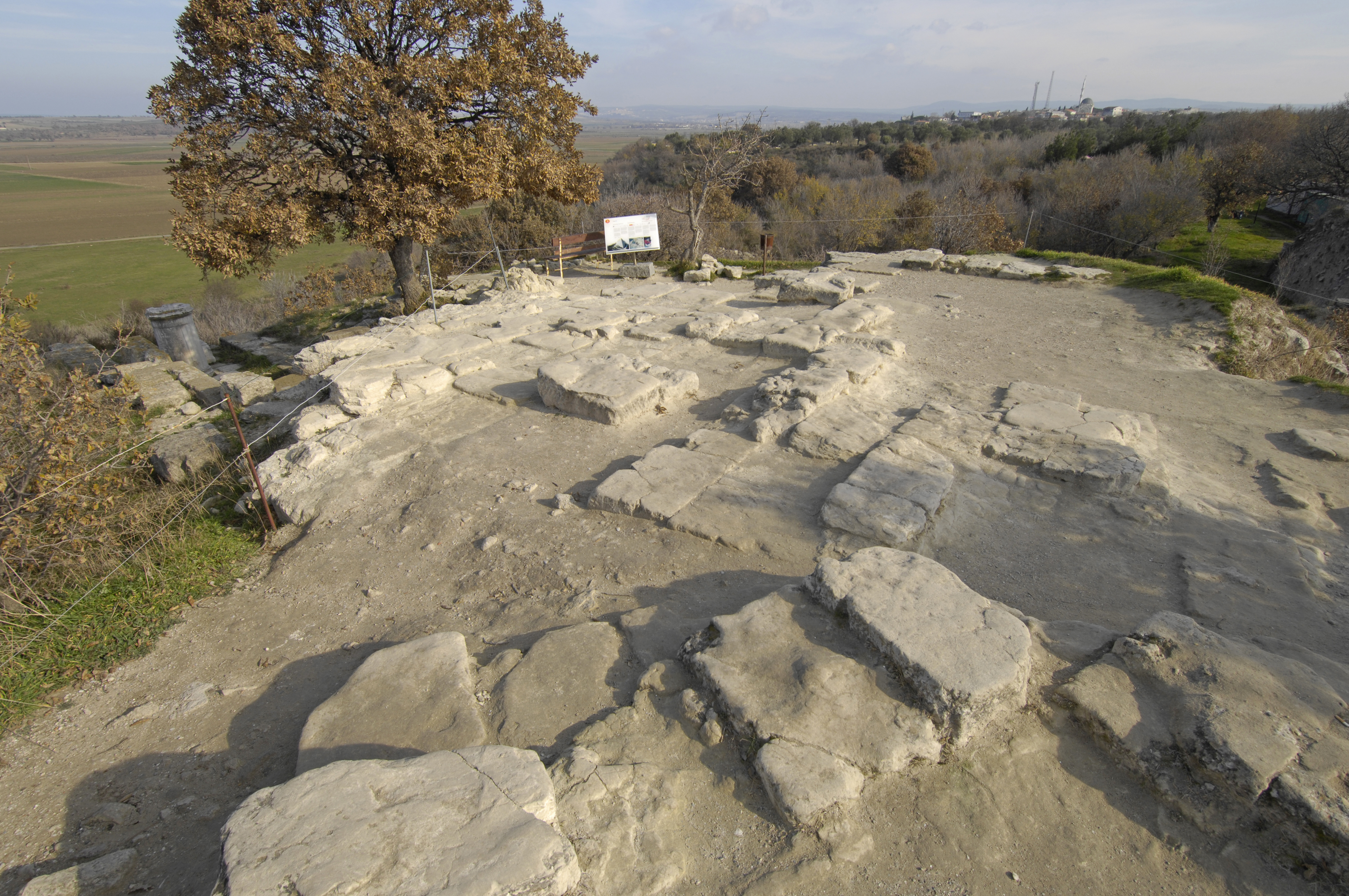
Explanada del Templo de Atenea.

El templo fue destruido en el 85 a. C. cuando Cayo Flavio Fimbria conquistó la ciudad. Más tarde, durante la fase de Troya IX del período romano de la ciudad, fue restaurado, presumiblemente por orden del emperador Augusto.
El culto a Atenea Ilias era el más importante de Ilión. El templo iba acompañado de un festival anual consistente en sacrificios y competiciones deportivas.

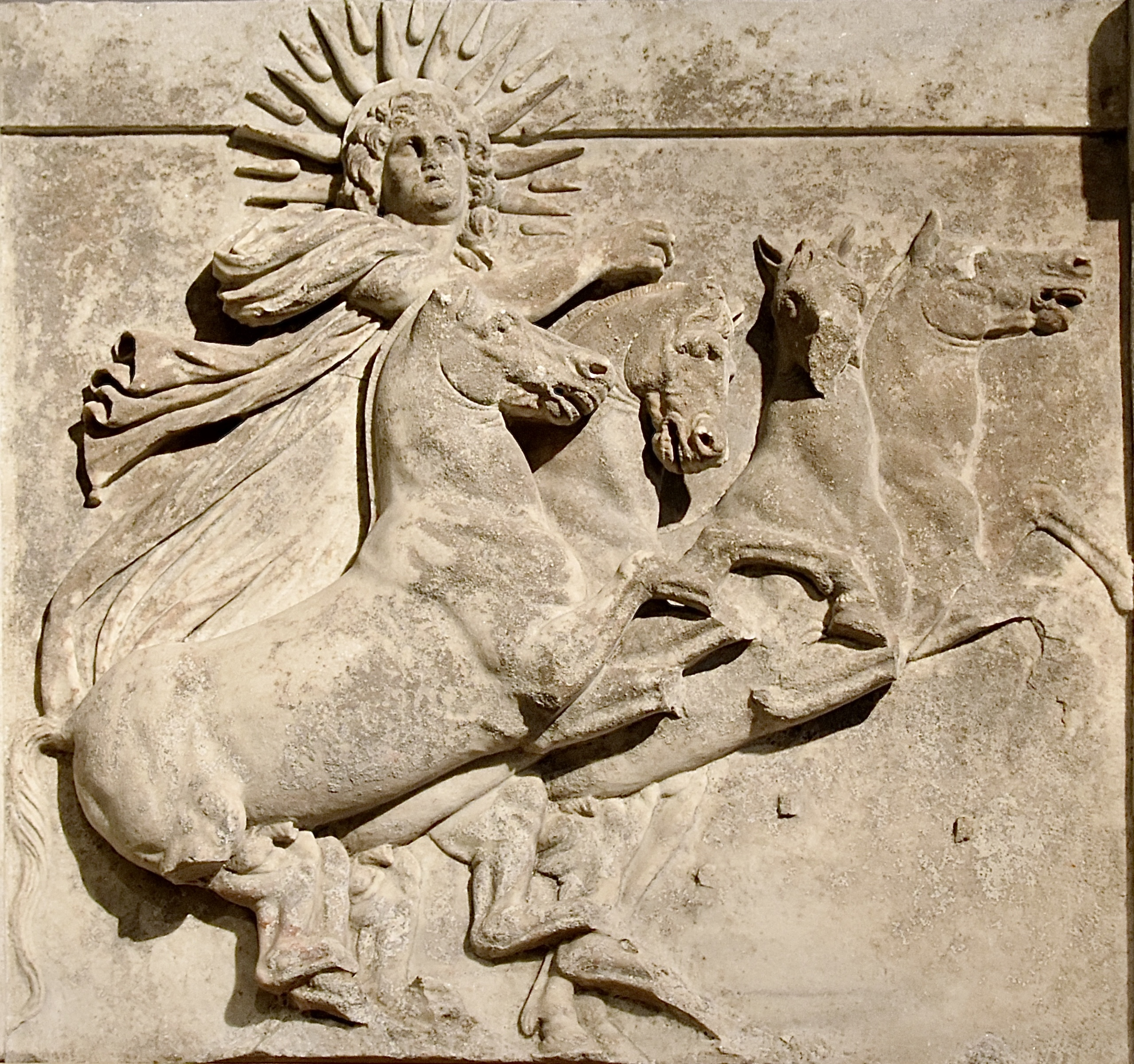
Metopa que representa a Helios del templo de Atenea Ilias. Altes Museum, Berlín.

## Descripción
Estaba situado al noreste de la colina de la ciudad de Ilión y Troya. Su témenos era tan grande que cubría casi la mitad de la superficie de la anterior Troya VI. El edificio contaba con un peristilo y era de estilo dórico. Sus cimientos medían aproximadamente 36 × 16 m, con 6 columnas en los lados cortos y 12 en los largos. En el interior del templo había un pronaos, una cella y un opistodomos. El templo estaba rodeado por un amplio recinto cuadrado, flanqueado en los lados oeste, sur y este por estoas, o pórticos, con un propileos en medio de la estoa del lado sur. Lo que queda del templo es principalmente la cubierta elevada del tejado, que formaba parte de su atrio, y elementos arquitectónicos y decorativos individuales, incluidos los capiteles de las puertas y parte del techo del casetón interior.
De la decoración escultórica que se conserva del templo, la más famosa es la metopa, que representa al dios del sol Helios, conduciendo un carro tirado por cuatro caballos. La losa de mármol de la metopa mide 0,86 × 0,86 m. Actualmente está expuesta en el Altes Museum de Berlín. Se dice que la imagen de culto del templo se basó en información sobre el aspecto que habría tenido en la Troya original la misteriosa estatua de Atenea, el Paladio, que se cree que cayó del cielo.